# Bulbophyllum reilloi
Bulbophyllum reilloi là một loài phong lan thuộc chi Bulbophyllum.